# Edouard Noetzlin
 (février 2025).
Si vous disposez d'ouvrages ou d'articles de référence ou si vous connaissez des sites web de qualité traitant du thème abordé ici, merci de compléter l'article en donnant les références utiles à sa vérifiabilité et en les liant à la section « Notes et références ».
Jacob Charles Édouard Noetzlin (1er janvier 1848, Bâle - 26 avril 1935, Paris) est un banquier de nationalité helvétique.

## Biographie
Attaché à la direction de la Banque de Paris avant sa fusion en 1872, il devient secrétaire général de la Banque franco-égyptienne en 1875.
Cofondateur en 1881 de la Banque nationale du Mexique, il en devient administrateur délégué.
Administrateur de la Banque de Paris et des Pays-Bas, il en est président de 1911 à 1914.
Il négocia pour l'État plusieurs emprunts.
Il était également administrateur délégué de la Banque russo-chinoise.

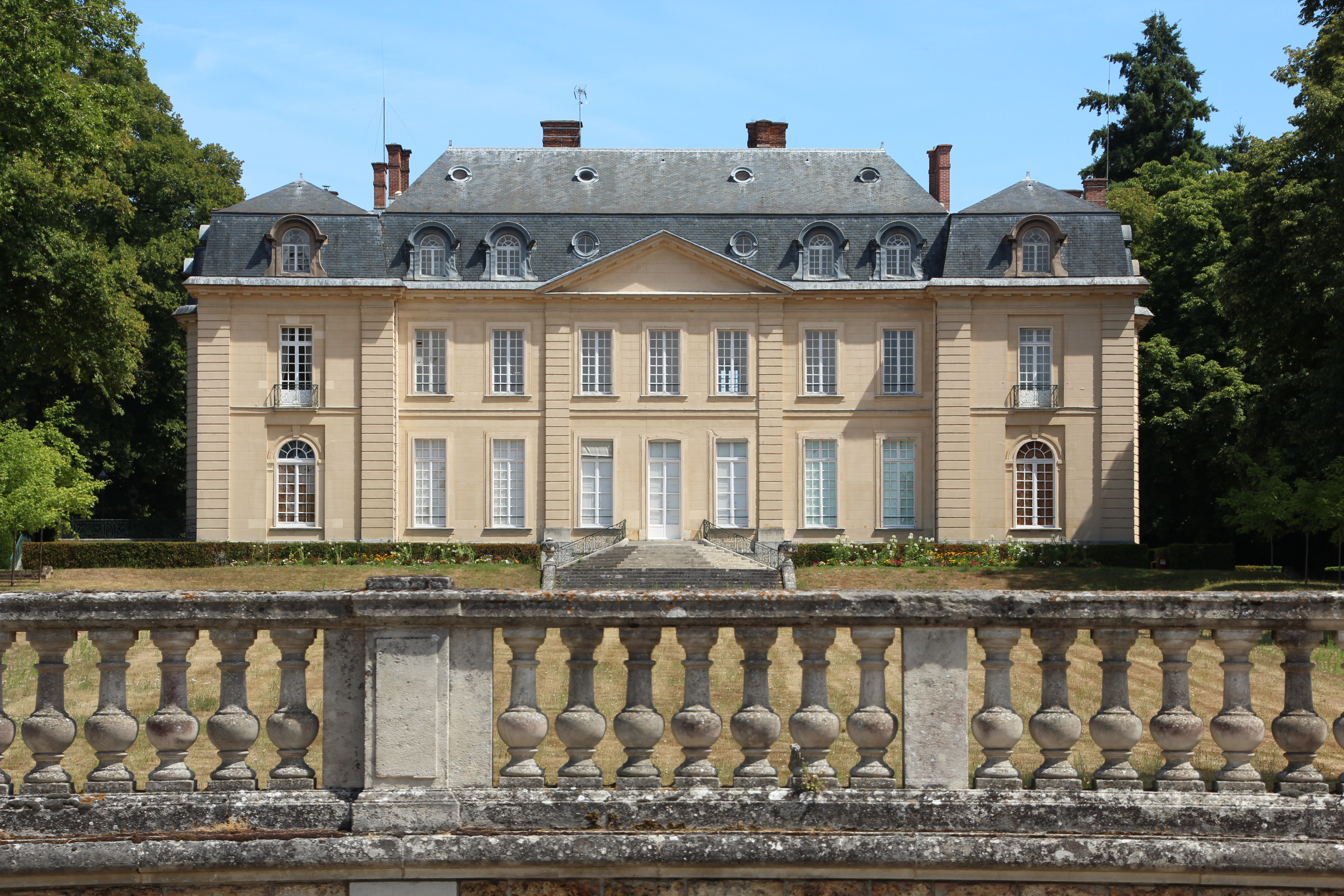
Le château de Button, à Gif-sur-Yvette.

En 1912, il avait acquis le domaine historique (château et parc de Button) de Gif-sur-Yvette, dans l'Essonne, que son fils Jacques Noetzlin (de), ami de Frédéric Joliot-Curie, vendit en 1946 au Centre national de la recherche scientifique.

## Distinction
- officier de la Légion d'honneur[1]

## Sources
- Javier Pérez Siller, L'hégémonie des financiers au Mexique sous le Porfiriat : l'autre dictature, 2003
- Hubert Bonin, Le monde des banquiers français au vingtième siècle, 2000